# Alto Volta francês
Alto Volta (em francês:  Haute-Volta) foi uma colônia da África Ocidental Francesa estabelecida em 1 de março   de 1919 a partir de territórios que fizeram parte das colônias do Alto Senegal e Níger e da Costa do Marfim. A colônia foi dissolvida em 5 de setembro de 1932, com partes sendo administradas pela Costa do Marfim, Sudão Francês e Níger.
Após a Segunda Guerra Mundial, em 4 de setembro de 1947, a colônia foi reativada como uma parte da União Francesa, com suas fronteiras anteriores. Em 11 de dezembro de 1958, foi reconstituída como a autônoma República do Alto Volta, dentro da Comunidade Francesa, e dois anos depois, em 5 de agosto de 1960 alcançou a independência plena. Em 4 de agosto de 1984, o nome foi alterado para Burquina Fasso.
O nome Alto Volta indica que o país possui o curso superior do rio Volta. O rio é dividido em três partes: Volta Negro, Volta Branco e Volta Vermelho.